# Стоквартирный дом
Стокварти́рный дом работников крайисполкома — восьмиэтажное жилое здание в Новосибирске по адресу: Красный проспект, 16 (площадь Свердлова), памятник истории и культуры федерального значения. Построен в 1934—1937 годах по проекту архитекторов А. Д. Крячкова и В. С. Масленникова. Яркий пример постконструктивистских неоклассических поисков архитектурной стилистики.

## История
Стоквартирный дом изначально задумывался как ведомственное здание для проживания работников исполкома Западно-Сибирского края. Проект предусматривал устройство в доме 100 благоустроенных квартир (отсюда название), в том числе 10 пяти-, 30 четырёх-, 40 трёх- и 20 двухкомнатных. Квартиры имели продуманную планировку, большие жилые и подсобные помещения; в некоторых квартирах были предусмотрены даже шестиметровые комнаты для прислуги. Квартиры в доме имеют двустороннюю ориентацию комнат, в интерьерах много света и воздуха. Полы в жилых помещениях паркетные, в санузлах — из метлахской плитки, в вестибюлях и лестничных клетках — мозаичные.
В настоящее время количество квартир в доме не 100, а 110, но 10 из них занимает детский сад «Радужка», в итоге жилых квартир остаётся ровно 100.
Возведение дома началось в 1934 году. В процессе строительства был значительно усложнён декор здания: архитектор В. С. Масленников ввёл в оформление фасадов декоративные элементы, ориентированные на творчество французского архитектора Огюста Перре.
На Международной выставке искусств и техники в Париже 11 декабря 1937 года проект Стоквартирного дома (вместе с проектами Крячкова Домов Советов в Иркутске и Красноярске) был удостоен диплома 1-й степени, золотой медали и гран-при.
Наряду с высокими оценками, проект подвергался критике. Например, вице-президент Академии архитектуры СССР А. И. Гегелло писал о здании:

Мне оно представляется чересчур эклектичным. Оно даёт черты не нашего советского дома, а скорее дома в капиталистическом городе, и основной дефект — эклектичность. Там есть элементы модерна, элементы классические, элементы той бурно повременной архитектуры наших крупных городов. Объёмное решение, особенно эти выпадающие углы мне представляются неправильными не только для данного места, но вообще разрушающими простой объёмный вид прямоугольника. Здание оказало сильное влияние на ряд проектов, построенных в Новосибирске в последние годы.

## Описание
П-образное в плане восьмиэтажное здание, обращённое на Красный проспект главным фасадом, занимает всю западную часть квартала между улицами Спартака и Сибревкома. Габариты здания: центральной части 11×88 м, крыльев 10х57 м.
Расположенное со значительным отступом от красной линии проспекта, здание занимает подчинённое положение в архитектурном ансамбле площади Свердлова, подчёркивая в нём главную роль соседнего здания — Крайисполкома. Тем не менее, значительные размеры самого здания и наличие большого, регулярно спланированного пространства сквера перед главным фасадом создают впечатление масштабности и «дворцового» характера сооружения.
Объёмная композиция здания формируется центральным объёмом, возвышающимися по углам главного фасада башнями и пониженными на один этаж боковыми (вдоль
улиц Спартака и Сибревкома) крыльями. За счёт перепада рельефа основание имеет переменную высоту: первый этаж южного крыла здания переходит в подвальный в центральной части и северном крыле. Главный фасад, выходящий на Красный проспект, решён симметрично. Центральная часть основания по главному фасаду
оформлена тяжелой стилизованной колоннадой. Углы мощных ризалитов, выступающих из плоскости основного объёма, решены в виде эркеров-башен с вертикальным витражным остеклением, объединяющим третий—шестой этажи. Завершения башен разбивают симметрию здания подчёркнутым контрастом своих архитектурных форм. Внутренние грани ризалитов, примыкающие к центральной, заглубленной части главного фасада, оформлены вертикальным рядом угловых балконов. Центральная часть главного фасада подчёркнута протяжёнными лентами балконов по третьему и седьмому этажам и расчленена по вертикали ритмом лопаток-пилястр, между которыми в уровне шестого этажа размещены декоративные розетки. Аттиковый этаж с небольшими прямоугольными окнами, чередующимися с узкими нишами, имитирующими очертания окон, венчается лёгким карнизом. Окна всех этажей по форме близки к квадрату.
Цветовое решение основано на сочетании охристо-жёлтого, песочного и коричневого цветов. В отделке фасадов применена цветная штукатурка.

## Знаменитые жители
В Стоквартирном доме жили академики Г. И. Будкер (кв. 96), Е. Н. Мешалкин и В. М. Мыш, врач Я. Л. Цивьян, художник Николай Грицюк (кв. 80), директор Новосибирского приборостроительного завода Борис Галущак (кв. 10), биатлонист Александр Тихонов; во время Великой Отечественной войны эвакуированные из блокадного Ленинграда дирижёр Евгений Мравинский, актёры Александринского театра Николай Черкасов, Николай Симонов, Василий Меркурьев.
В Стоквартирный дом в гости к Н. Грицюку приходил Владимир Высоцкий.
Сам Крячков, вопреки расхожему мнению, никогда не жил в Стоквартирном доме. В 2008 году на площади перед домом установлен памятник Крячкову, а сквер, где расположен памятник, в 2016 году назван именем архитектора.

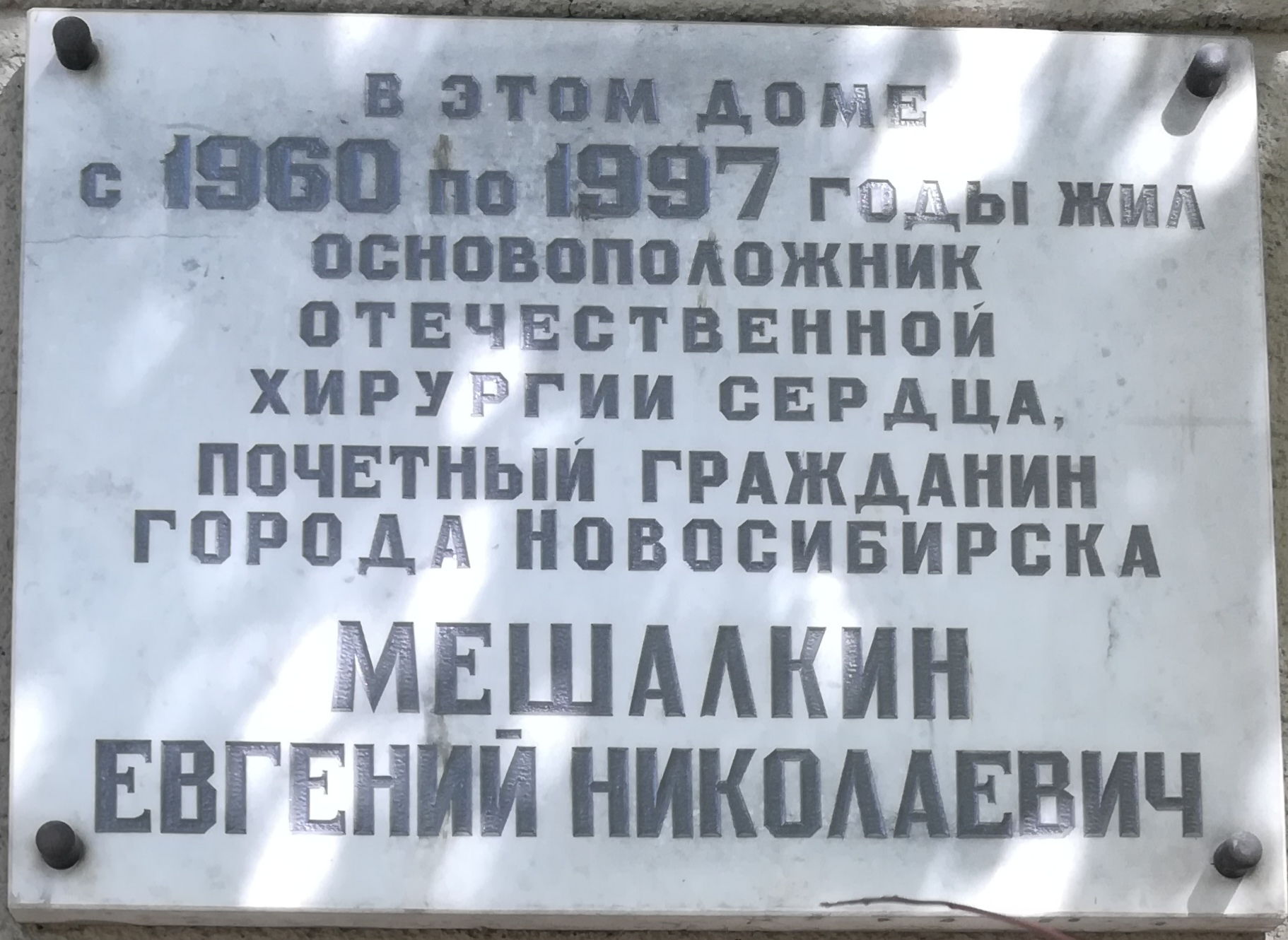
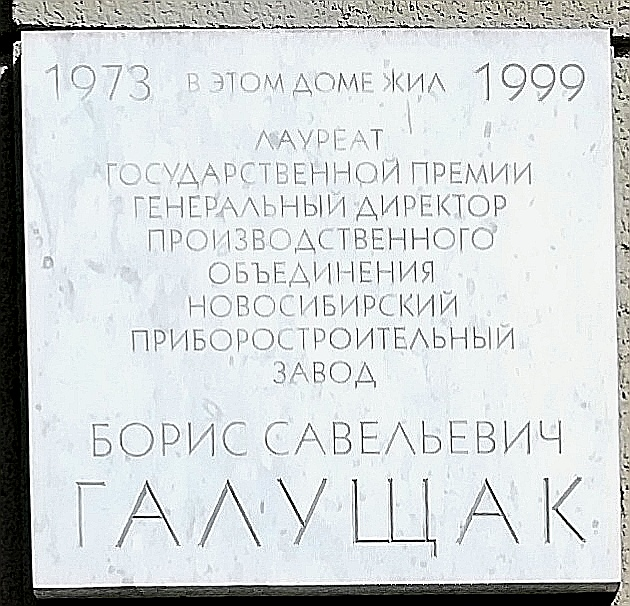

## Сибирская мемориальная картинная галерея
В 2017 году в ряде помещений дома была открыта Сибирская мемориальная картинная галерея. Главным экспонатом галереи является картина-диорама «150-я, 22-я Сибирская Добровольческая Гвардейская стрелковая дивизия». Автор картины-диорамы народный художник России В. К. Чебанов.
В пяти выставочных залах представлены также сцены боёв и военных будней, портреты бойцов и командиров дивизии, известных артистов, участников Великой Отечественной войны — жителей Новосибирска. Все художественные полотна выполнены народным художником России Вениамином Карповичем Чебановым.

## Галерея

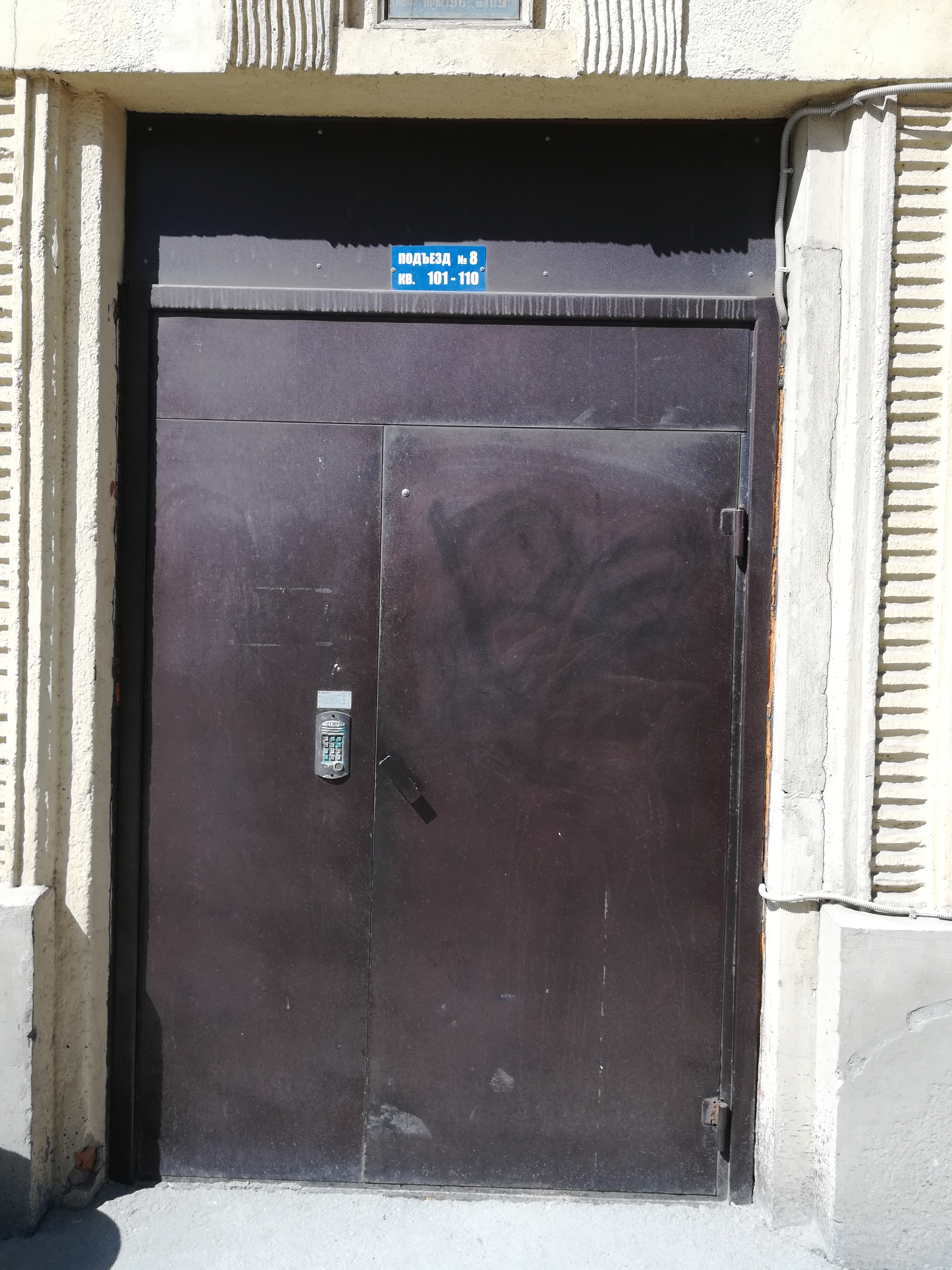
Последний подъезд дома, указан номер последней квартиры — 110
Часть интерьера, 2007
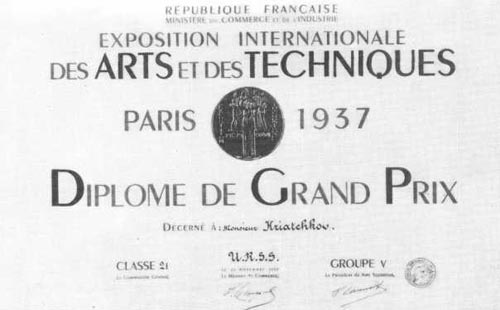
Диплом Grand Prix, полученный А. Д. Крячковым на Всемирной выставке в Париже (1937)
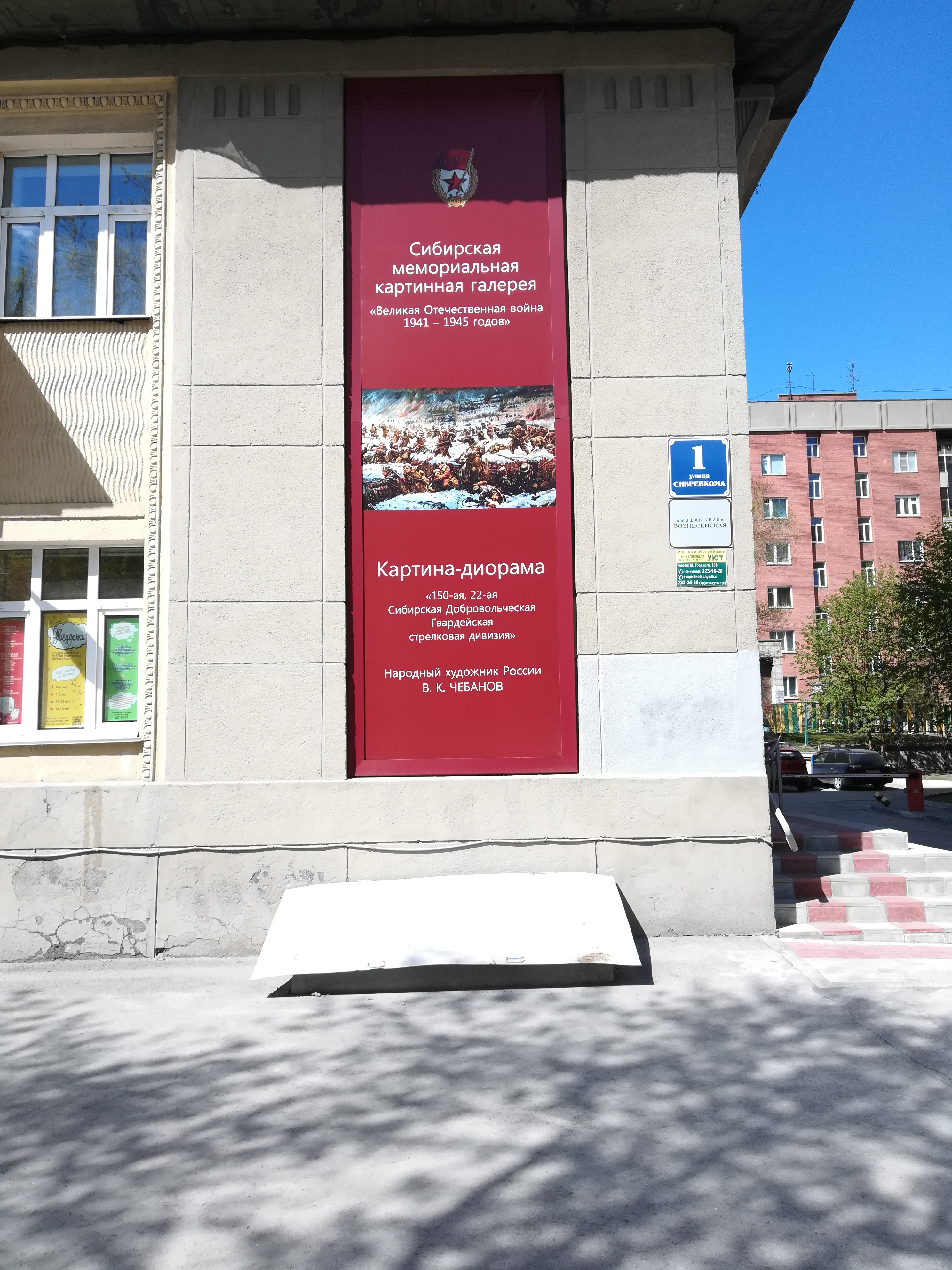
Афиша Сибирской мемориальной картинной галереи